# 唐木田稲治郎
唐木田 稲治郎（からきだ いねじろう、1901年（明治34年）2月26日 - 1980年（昭和55年）9月24日）は、日本の政治家、実業家。長野県埴生町長や更埴市長、長野県議会議員を務めた。

## 来歴

### 生立ち
長野県埴科郡屋代町（現・千曲市）に唐木田藤左衛門、きい夫妻の4番目の末子として生まれる。家業が傾き、母と二人で親戚の家に間借りをしていたが、1907年（明治40年）、6才の時に母が病気で急逝。その後、親戚に預けられたり、養子に出されるなどを繰り返し、小学校を5度も変わる生活に追込まれた。上の兄姉たちは叔父の鈴木小右衛門（長野市長）の世話となり上級学校に進んでいたが、稲治郎は尋常小学校を卒業後、丁稚奉公に出る。1918年（大正7年）、奉公先で過労のため肋膜炎になり日本赤十字社長野県支部病院に4か月入院した。

### 実業家時代
1919年（大正8年）、病気からの回復を機に奉公先から独立し、菓子の行商を始める。その後、菓子の製造卸売業に転換し、1939年（昭和14年）には砂糖の使用実績が長野県下で二番目となる県下有数の菓子製造卸売業に成長させるとともに、同年長野県菓子商工組合理事長、長野県菓子工業協同組合理事長（1946年）、埴生商工会会長（1947年）などを歴任した。

### 地方政治家として
1942年（昭和17年）更埴村議員に就任。1951年（昭和26年）埴生町町長に推され、持論である埴生町、屋代町、杭瀬下村の3町村合併を公約にして当選。1955年（昭和30年）4月には長野県議会議員となり、「更埴（更級郡・埴科郡）中部市制建設」実現に奔走した。
長野、上田両市が合併による拡大を続ける中、その中間に位置する更科郡・埴科郡地域が今後も発展を続けていくためには、中核となる市政の建設が欠かせないとの信念を持ち政治に取り組んだ。 さまざまな理由から積極的でなかった地区からも多数となる理解賛同者が得られ、1959年（昭和34年）に屋代町、埴生町、稲荷山町、八幡村の各町村が合併し更埴市が発足した。

### 実業家・起業支援
生活基盤の充実と安定を図るためには、行政だけでなく、地域経済の活性化が欠かせないと考え、自らも事業を営むとともに更埴地区を中心に積極的な起業支援を行った。1961年（昭和36年）の野田醤油(現・キッコーマン）と唐木田食品の合弁で吉幸食品工業（現・日本デルモンテ）や、1962年（昭和37年）の千曲福祉事業協同組合（現・株式会社デリクックちくま）などの事例がある。 

### 更埴市長就任
1970年（昭和45年）市政混乱の収拾を図るため支持者の強い要請に推され、県議会議員を任期途中で辞し、更埴市長に立候補し当選した。2期務め、1978年（昭和53年）に任期満了で退任した。
1980年（昭和55年）9月24日に死去し、従五位に叙された。

## 顕彰
- 旭日小綬章 - 1974年[8]